# مراقبة الإيجارات في الولايات المتحدة
يشير مصطلح مراقبة الإيجارات في الولايات المتحدة إلى القوانين أو الأنظمة التي تحدد ضوابط الأسعار على إيجار الشقق السكنية لتكون بمثابة سقف للسعر. يصف مصطلح مراقبة الإيجارات بشكل أكثر عمومية عدة أنواع من ضوابط الأسعار:
- «السقوف السعرية الصارمة»، والمعروفة أيضًا بأنظمة «تجميد الإيجارات»، أو ضوابط الإيجار «المطلقة» أو من «الجيل الأول»، والتي لا يُسمح فيها بأي زيادات في الإيجار على الإطلاق (عادةً ما تُجَمَّد الإيجارات عند السعر المعمول به وقت سن القانون).
- «مراقبة الإيجار عند الإخلاء»، والمعروف أيضًا بضوابط الإيجار «الصارمة» أو «القوية»، والتي يمكن أن يرتفع سعر الإيجار من خلالها، ولكنه يظل منظمًا بين فترات الإيجار (يدفع المستأجر الجديد إيجارًا يقارب تقريبًا إيجار المستأجر السابق).
- «إلغاء مراقبة الإيجار عند الإخلاء»، والمعروف أيضًا بضوابط إيجار «المستأجر» أو من «الجيل الثاني»، والذي يحد من زيادات الأسعار خلال فترة الإستئجار، ولكنه يسمح بارتفاع الإيجارات إلى سعر السوق بين فترات الإستئجار (يدفع المستأجرون الجدد إيجارًا بسعر السوق ولكن الزيادات تكون محدودة طالما بقوا المستأجرين).[1]

توجد مناطق يطبق فيها شكل من أشكال مراقبة الإيجارات السكنية في سبع ولايات منذ عام 2022، (وهي كاليفورنيا، ونيويورك، ونيوجيرسي، وميريلاند، ومين، وأوريغن، ومينيسوتا) ومقاطعة كولومبيا (وذلك بالنسبة للمباني العادية، باستثناء المنازل المتنقلة). تحظر 37 ولاية مراقبة الإيجارات أو تسبق عليه، بينما تسمح سبع ولايات لمدنها بسن قوانين مراقبة الإيجارات ولكن لا توجد أي مدينة فيها تطبقه. أما بالنسبة للمناطق التي تُطَبَق فيها مراقبة الإيجارات، فإنها غالبًا ما تغطي نسبة كبيرة من إجمالي الوحدات السكنية المعروضة للإيجار في تلك المدينة، فعلى سبيل المثال، كانت 45% من الوحدات السكنية المؤجرة في مدينة نيويورك اعتبارًا من عام 2017 «مستقرة الإيجار» و1% منها «محددة الإيجار» (وهذه تصنيفات قانونية مختلفة في مدينة نيويورك).
خضع حوالي 36% من الوحدات السكنية في مقاطعة كولومبيا لمراقبة الإيجار اعتبارًا من عام 2019، وكان حوالي 75% من جميع الوحدات السكنية المؤجرة في سان فرانسيسكو خاضعة لمراقبة الإيجار اعتبارًا من عام 2014، وخضع 80% من الوحدات السكنية متعددة العائلات في لوس أنجلوس لمراقبة الإيجار في عام 2014.
أقر المجلس التشريعي لولاية أوريغن في عام 2019 مشروع قانون جعل الولاية أول ولاية في البلاد التي تتبنى سياسة مراقبة الإيجارات على مستوى الولاية. يحد هذا القانون الجديد من زيادات الإيجار السنوية إلى معدل تضخم يزيد عن 7%، ويتضمن إلغاء مراقبة الإيجار عند الإخلاء (سعر السوق بين فترات الاستئجار)، ويستثني المباني الجديدة لمدة 15 عامًا، ويحافظ على الحظر الحالي الذي تفرضه الولاية على سياسات مراقبة الإيجارات المحلية (الاستباقية على مستوى الولاية). أقر الناخبون في سانت بول بمينيسوتا في نوفمبر 2021 مبادرة اقتراع لمراقبة الإيجارات والتي حدت من زيادات الإيجار السنوية بنسبة 3%، وتضمنت مراقبة الإيجارات عند الإخلاء، ولم تستثني المباني الجديدة أو تسمح بإضافة التضخم إلى معدل الزيادة المسموح به. أدى هذا إلى انخفاض بنسبة 80% في طلبات الحصول على تصاريح بناء وحدات سكنية متعددة العائلات الجديدة، بينما ارتفعت التصاريح بنسبة 70% في مدينة مينيابوليس المجاورة، حيث سمح الناخبون لمجلس المدينة بصياغة قانون مراقبة الإيجارات الذي قد يعفي المباني الجديدة.
يوجد إجماع بين الاقتصاديين على أن مراقبة الإيجارات تقلل من جودة وكمية الوحدات السكنية المستأجرة؛ ويرى مراقبون آخرون أن مراقبة الإيجارات تفيد المستأجر، وتمنع الزيادات المفرطة في الإيجارات وعمليات الإخلاء غير العادلة. يمكن أن تؤدي مراقبة الإيجارات إلى استقرار المجتمع، وتعزيز الاستمرارية، وقد يخفف من عدم المساواة في الدخل.

## القانون
تحدد قوانين مراقبة الإيجارات الوحدات السكنية المستأجرة المعنية، وقد تغطي فقط المجمعات الأكبر حجمًا، أو الوحدات الأقدم من تاريخ معين. تعفي قوانين مراقبة الإيجارات المباني الجديدة أحيانًا في محاولة لعدم تثبيط الاستثمار في إجمالي الوحدات السكنية الجديدة؛ فيعفي قانون تثبيت الإيجارات في سان فرانسيسكو مثلًا جميع الوحدات المبنية بعد عام 1979؛ وتعفي ولاية نيويورك عمومًا الوحدات المبنية بعد عام 1974 في أي مكان بالولاية (وذلك على الرغم من أنه يمكن للمالكين الموافقة على تثبيت الإيجار مقابل مزايا ضريبية).
يُحَدَّد تواتر ودرجة الزيادات في الإيجار، وعادة ما يُربَط بمعدل التضخم الذي يحدده مؤشر أسعار المستهلك في الولايات المتحدة أو جزء صغير منه؛ فتسمح سان فرانسيسكو مثلًا بزيادة الإيجار السنوي بنسبة 60% من مؤشر أسعار المستهلك، وبحد أقصى يبلغ 7%.
تُدار قوانين مراقبة الإيجارات غالبًا من قبل مجالس مراقبة الإيجارات غير المنتخبة. يتولى المسؤولون في حكومة المدينة مهمة تعيين أعضاء المجلس، مما يضمن وجود أعداد متوازنة من المستأجرين وأصحاب العقارات لتحقيق التوازن بين مصالحهم. يذكر بحث غودمان أن مجلس مراقبة الإيجار النموذجي في نيويورك يتكون من اثنين من المستأجرين، واثنين من أصحاب العقارات، ومالك منزل واحد. (غيلدربلوم وماركهام، 1996).

### القانون الفدرالي
يعد تنظيم الإيجارات في الولايات المتحدة مسألة تخص كل ولاية على حدة. حكمت المحكمة العليا للولايات المتحدة في قضية بلوك ضد هيرش في عام 1921 بأغلبية أن تنظيم الإيجارات في مقاطعة كولومبيا كإجراء طارئ مؤقت كان دستوريًا؛ ولكنها ألغت نفس القانون بالإجماع بعد ذلك بوقت قصير في عام 1924 في قضية شركة تشاستلتون ضد سنكلير. توقفت المحكمة العليا عن التدخل في التشريعات الاجتماعية والاقتصادية بعد الصفقة الجديدة في ثلاثينات القرن العشرين، واعتمد عدد متزايد من الولايات تلك القوانين. رأت المحكمة العليا الأمريكية أنه لا يوجد تعارض بين مراقبة الإيجارات وقانون شيرمان في قضية فيشر ضد مدينة بيركلي عام 1986.

### قانون الولاية والقانون المحلي
تُعد ولايتي أوريغون وكاليفورنيا الولايتين الوحيدتين اللتين لديهما قوانين لمراقبة الإيجارات على مستوى الولاية، وسُنَّ كلاهما في عام 2019. هناك ست ولايات، كاليفورنيا، ونيويورك، ونيوجيرسي، ومين، وميريلاند ومينيسوتا، لديها مناطق تُطَبَّق فيها أشكال من مراقبة إيجارات العقارات السكنية. تعتمد مقاطعة كولومبيا أيضًا مراقبة الإيجارات لبعض الوحدات السكنية المؤجرة؛ إذ تُعفى العقارات المملوكة أو المدعومة من قِبل القطاع العام، والعقارات المبنية في عام 1978 أو بعده، والعقارات التي يملكها مالك يقل عدد وحداته السكنية المستأجرة عن خمس وحدات، من قانون مراقبة الإيجارات في مقاطعة كولومبيا.
تحظر 37 ولاية مراقبة الإيجارات أو تسبق عليه، بينما تسمح ثماني ولايات لمدنها بسن قوانين مراقبة الإيجارات، ولكن لا توجد أي مدينة فيها تطبقه.
تُطبق قوانين مراقبة الإيجارات في حوالي 182 بلدية أمريكية منذ عام 2019، وتشمل 99 بلدية في نيوجيرسي، و63 في نيويورك، و18 في كاليفورنيا، وواحدة في ماريلاند، وواشنطن العاصمة. تتضمن المدن الخمس الأكثر اكتظاظًا بالسكان والتي تطبق فيها قوانين مراقبة الإيجارات مدينة نيويورك، ولوس أنجلوس، وسان فرانسيسكو، وأوكلاند وواشنطن العاصمة، ومن الجدير بالذكر أن تاكوما بارك هي البلدية الوحيدة في ولاية ماريلاند التي تتبع قوانين مراقبة الإيجارات.
يعتقد 2% فقط من الاقتصاديين الذين شملهم الاستطلاع في عام 2012 أن مراقبة الإيجارات كان له تأثير إيجابي على مدينتي نيويورك وسان فرانسيسكو؛ بينما أبدى 81% منهم عدم موافقتهم على ذلك.